# Milan Jelić
Tiến sĩ Milan Jelić (chữ Cyrill: Милан Јелић) (26 tháng 3 năm 1956 ở làng Koprivna gần Modriča, Bosna và Hercegovina, Yugoslavia - 30 tháng 9 năm 2007 ở Doboj, Cộng hòa Serbia, Bosna và Hercegovina) đã là một nhà chính trị người Serb ở Bosna và Hercegovina. Từ ngày 9 tháng 11 năm 2006 cho đến lúc mất vì bệnh tim, ông đã là Tổng thống của Cộng hòa Serbia.
Sinh ra tại làng Koprivna gần Modriča, Jelić học xong chương trình trung học ở Doboj và học tại Khoa Kinh tế của (Đại học Novi Sad) ở Subotica, Serbia. Ông đã nhận bằng tiến sĩ từ Đại học Banja Luka.
Jelić đã trải qua 4 năm ở hội đồng địa phương ở Modriča, và đầu năm 1987, ông đã được bổ nhiệm làm giám đốc OOUR «8.septembar» (ngày nay là công ty quốc doanh «28.juni») ở trong thành phố. Ở đó, ông làm 7 năm và đã được bổ nhiệm làm tổng giám đốc của «Rafinerija ulja» Modriča. Sau Hiệp định Dayton được ký, ông đã được bầu vào Quốc hội Republika Srpska. Ông cũng làm chủ tịch của Hiệp hội Bóng đá Republika Srpska, và chủ tịch của Hiệp hội Bóng đá Bosna và Hercegovina.
Chiều ngày 30 tháng 9 năm 2007, trong lúc đang xem một trận bóng đá ở Modriča, Jelić bị lên cơn đau tim và mất ngay sau đó, sau khi các bác sĩ của Bệnh viện ở Doboj đã cố gắng cấp cứu nhưng không thành công.